# هایزن
هایزن (به هلندی: Huizen) یک منطقهٔ مسکونی در هلند است که در هلند شمالی واقع شده‌است. هایزن ۳ متر بالاتر از سطح دریا واقع شده‌است.